# Калининец
Кали́нинец — посёлок городского типа (до 2006 года сельский населённый пункт, бывший военный городок Алабинского гарнизона) в Наро-Фоминском районе Московской области.
В посёлке расквартирована 2-я гвардейская Таманская мотострелковая дивизия имени М. И. Калинина.
До 2017 года был центром городского поселения Калининец.
В 2025 году рабочий посёлок преобразован в посёлок городского типа.

## Местоположение
Посёлок Калининец расположен в 34 км к юго-западу от Москвы (от МКАД) в северо-восточной части Наро-Фоминского района, в 25 км к северо-востоку от Наро-Фоминска, на Малом Московском кольце между Киевским и Минским шоссе.
Посёлок состоит из 3 микрорайонов, имеющих неофициальные названия: «Мыльный» (улица Фабричная рядом со станцией Селятино), «КЭЧ» и «Тарасково».

## Инфраструктура
В городском поселении Калининец расположен «Спортивно-досуговый центр» (МУ СДЦ), МАУК ("Дворец Культуры и Спорта «ТАМАНЬ»), детская поликлиника, администрация городского поселения Калининец (расположено в с. Петровское), 2 школы (3БОУ Алабинская СОШ), 2 детских сада и художественная школа
На данный момент[уточнить] идет реконструкция Дворца Культуры и Спорта «Тамань» (ДКиС «Тамань»).

## Население
| 1979    | 2002    | 2006    | 2009    | 2010    | 2012    | 2013    |
| ------- | ------- | ------- | ------- | ------- | ------- | ------- |
| 9304    | ↗23 873 | ↘16 395 | ↗23 891 | ↘21 774 | ↘21 707 | ↘21 461 |
| 2014    | 2015    | 2016    | 2017    | 2018    | 2019    | 2020    |
| ↘20 914 | ↘20 882 | ↗21 173 | ↗21 910 | ↗22 425 | ↗23 050 | ↗23 545 |
| 2021    | 2023    | 2024    |         |         |         |         |
| ↗25 082 | ↗25 324 | ↗25 436 |         |         |         |         |